# Чохулді
Чохулді (груз. ჭოხულდი) — село в Грузії.
За даними перепису населення 2014 року в селі проживає 51 особа.